# Дуби Екзюпері
Дуби Екзюпері — ботанічна пам'ятка природи дуба черещатого, що розташована на території Національного університету біоресурсів і природокористування України на вулиці Горіхуватський шлях, 19 в Голосіївському районі міста Києва.
Заповіданий 1 грудня 2011 року розпорядженням № 730/6966 Київської міської державної адміністрації. Фактичної площі немає. 

## Галерея

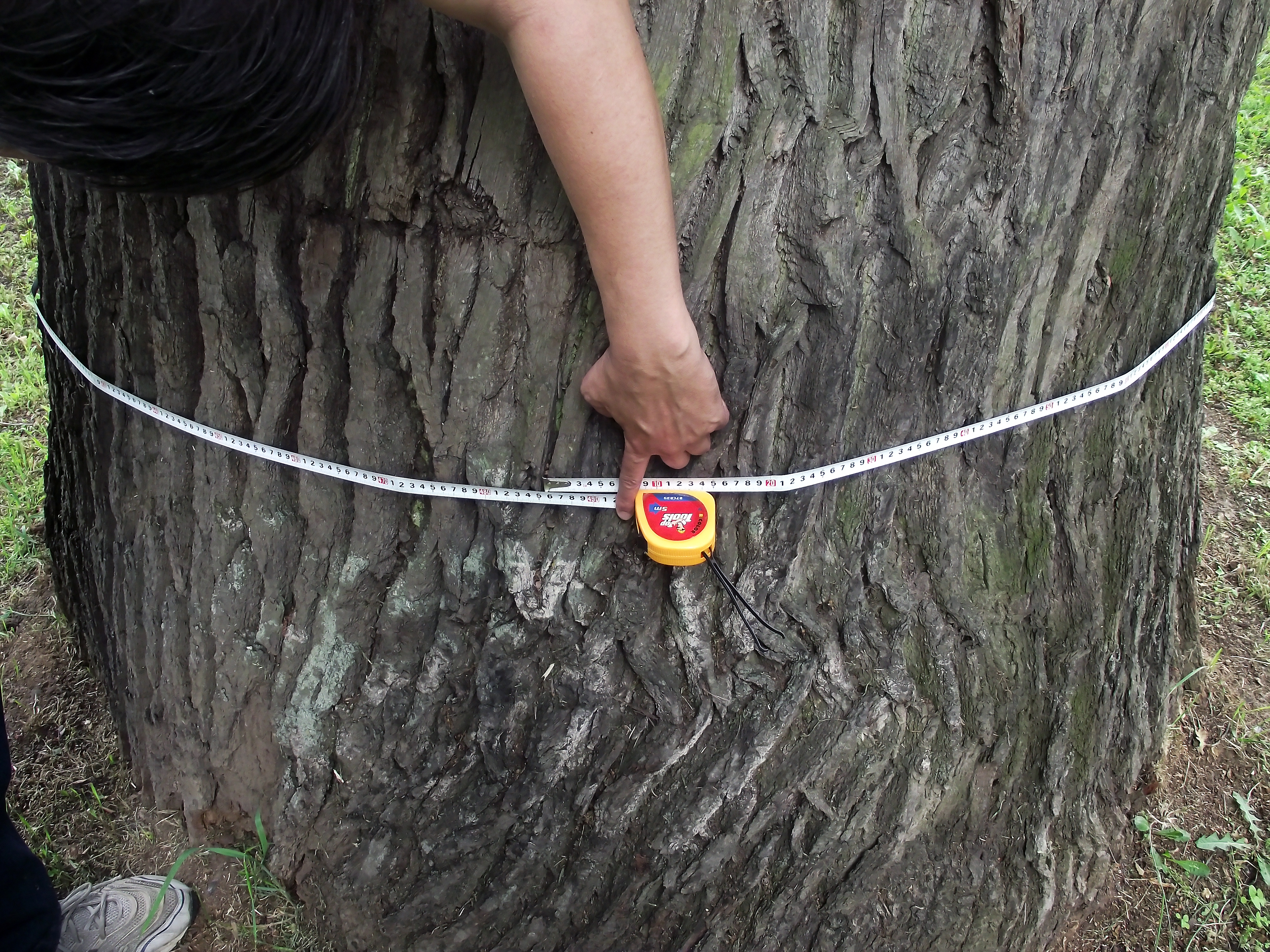
Обхват дуба, 2014 рік
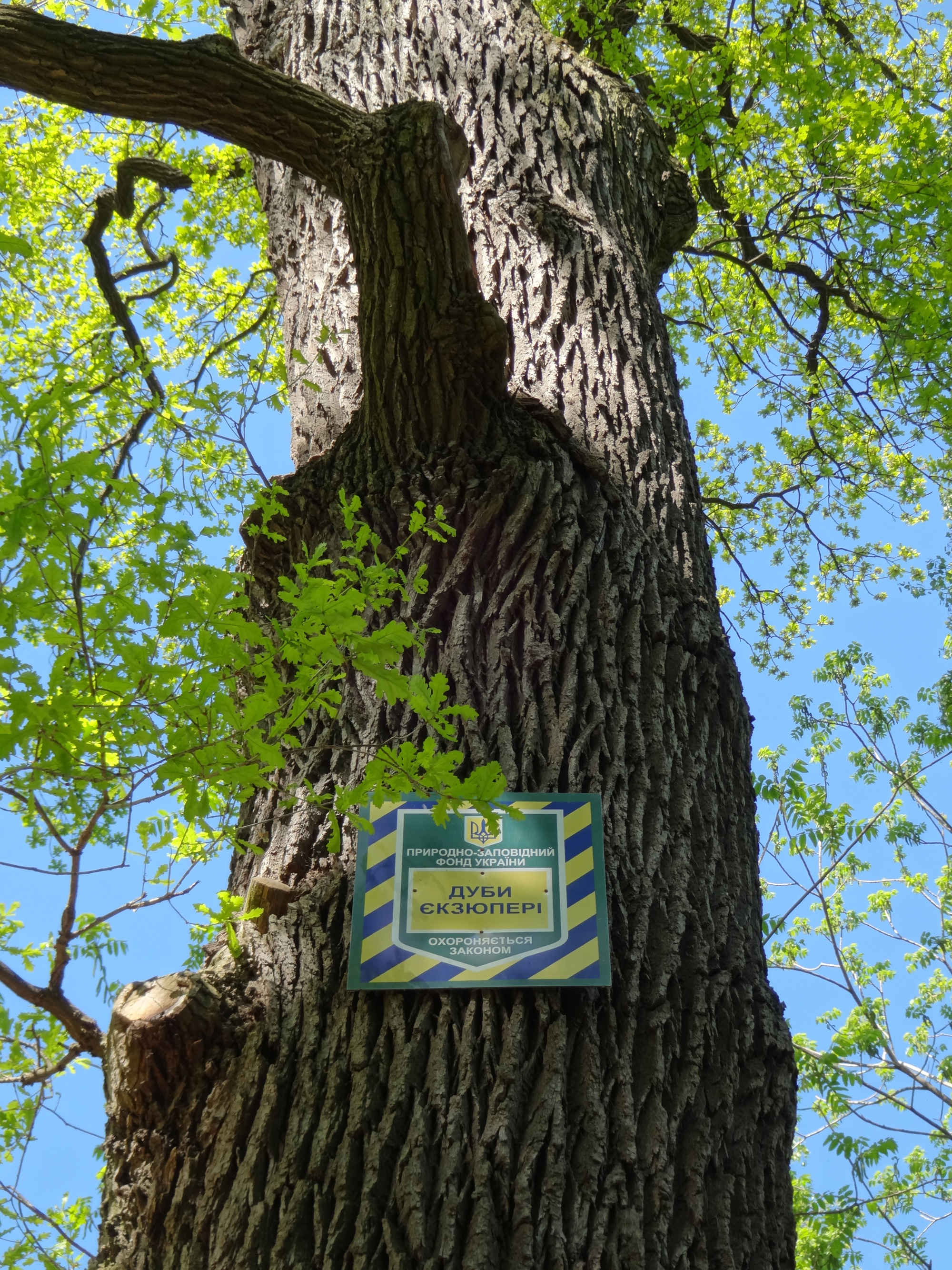
Охоронний знак на дубі
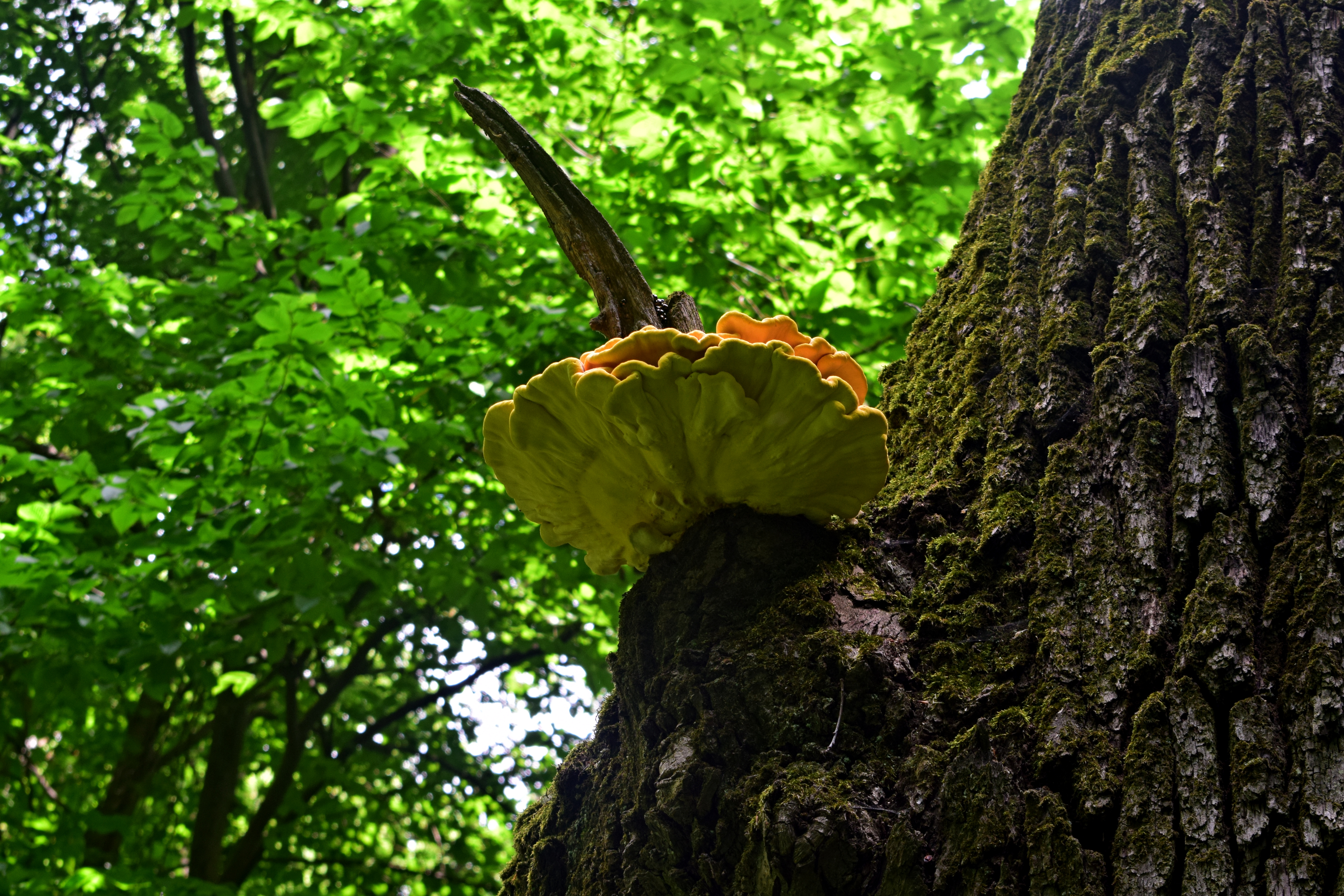
На дубі Екзюпері росте трутовик сірчано-жовтий